# Джеймс, Томас
Томас Джеймс (англ. Thomas James; 1593—1635) — уэльский путешественник, морской капитан, известный как штурман и исследователь, который намеревался открыть Северо-Западный проход около Северной Америки.
Т. Джеймс на корабле «Генриетта Мария» покинул Бристоль 1 мая 1631 года (ровно за два дня до отъезда команды своего конкурента Люка Фокса, также намеревавшегося первым открыть Северо-Западный проход), планируя через месяц пройти через Гудзонов пролив и Субарктические воды Северной Америки.
Но вскоре был заблокирован льдами на севере, ушёл к западным берегам Баффиновой Земли, где 29 июля встретился с Люком Фоксом и присоединился к его экспедиции. Экспедиции разделились, когда корабль Фокса получил повреждение и встал на якорь в устье реки Нельсон и оставался там в течение двух недель для проводя ремонт.
Джеймс отправился на юг, где открыл устье реки Северн. 11 августа Джеймс достиг земли возле Черчилл (Манитоба) и поплыл на юго-восток к входу в залив Джеймса, где обнаруженный им мыс назвал Генриетта Мария, в честь Генриетты Марии Французской, жены английского короля Карла I, прошёл у западного берега залива Джеймса и в октябре остановился на зимовку на острове Чарлтон в южной части залива.
29 ноября его корабль был преднамеренно затоплен, чтобы не дать ему дрейфовать или быть раздавленным льдами. В течение долгой зимы команда Джеймс построила большую лодку на случай, если корабль не удастся поднять.
После прихода весны корабль был успешно поднят в июне следующего года и частично отремонтирован, но его техническое состояние было неудовлетворительным. Джеймс попытался последовать за Фоксом на север. Через 3 недели — 1 июля 1632 года, капитан покинул Джеймс Бэй, пошёл на север через льды, до устья Гудзонова пролива, затем канала Фокса, и достигнув точки 65° 30', перед лицом растущих трудностей было решено вернуться в Англию, поэтому он повернул назад и 22 октября, почти через год после возвращения Люка Фокса, достиг Бристоля. Корабль его едва держался на плаву.
Будучи первооткрывателем, назвал южное побережье Гудзонова залива «New Principality of South Wales» («Новым графством Южного Уэльса») в честь своей родины.
Приключения Джеймса во время путешествия, когда он неоднократно находился на грани жизни и смерти во льдах Северного Ледовитого океана, описаны в его опубликованном отчёте «The Strange and Dangerous Voyage of Captaine Thomas James», опубликованном в 1633 году.
Некоторые специалисты считают, что поэма «Сказание о старом мореходе» английского поэта Сэмюэла Колриджа была написана под впечатлением путешествия Томаса Джеймса в Арктике.